# Академическая (станция метро, Калужско-Рижская линия)
«Академи́ческая» — станция Московского метрополитена на Калужско-Рижской линии. Расположена в Академическом районе (ЮЗАО). Открыта 13 октября 1962 года в составе участка «Октябрьская» — «Новые Черёмушки». Колонная трёхпролётная станция мелкого заложения с одной островной платформой. В перспективе будет связана пересадкой с одноимённой станцией на Троицкой линии.

## История и происхождение названия
Станция открыта 13 октября 1962 года в составе участка «Октябрьская» — «Новые Черёмушки», после ввода в эксплуатацию которого в Московском метрополитене стало 65 станций. В проекте станция носила название «Черёмушки», но ближе к открытию оно в виде «Новые Черёмушки» было передано станции, находящейся под пересечением улиц Гарибальди и Профсоюзная. Современное название получила по существовавшим ранее Академическим проездам (ныне все переименованы).

## Архитектура и оформление
«Академическая» — колонная станция мелкого заложения (глубина — 8,5 метра) с тремя пролётами. Сооружена по проекту архитекторов И. Г. Петуховой, Ю. А. Колесниковой и А. Ф. Фокиной. На станции два ряда по 38 квадратных железобетонных колонн, облицованных светлым мрамором; путевые стены были отделаны керамической плиткой белого, голубого и чёрного (снизу) цветов; пол выложен серым гранитом. Художественное оформление станции сведено к минимуму; «Академическая» — одна из первых московских станций мелкого заложения с отсутствием декора, получивших народное прозвище «сороконожек».
Керамическая плитка со стен постоянно осыпалась, и с конца февраля 2003 года по начало 2004 года была постепенно заменена алюминиевыми композитными панелями с сохранением прежней цветовой схемы. Всего за время существования станция претерпела три реконструкции. В 1979 году были переоблицованы и переоборудованы для удобства инвалидов все спуски к выходам (в том числе исчезли штоки с коробочками «М» и вертикальным написанием, вместо них было установлено по столбу с диодовой буквой). В 1997 году в восточном торце были заменены два эскалатора типа ЛП-6 более коротким единственным типа ЭТ-5М, в результате этого появились ступеньки (единственный случай в Московском метро, когда в результате замены количество эскалаторов было сокращено). В 2005 году на станции были установлены информационные щиты.

## Расположение и вестибюли
Расположена между станциями «Ленинский проспект» и «Профсоюзная». Через тоннель, ведущий к станции «Профсоюзная», при отсутствии в нём поезда и освещения виден свет от неё.
Наземные вестибюли отсутствуют, выход в город производится по подземным переходам на площадь Хо Ши Мина к пересечению улиц Дмитрия Ульянова, Профсоюзная и проспекта 60-летия Октября. На южном выходе есть эскалатор. Летом 2018 года над всеми лестницами построены навесы из металлоконструкций.

## Перспективы
В ближайшем будущем станция станет пересадочной на строящуюся одноимённую станцию Троицкой линии.

## Станция в цифрах
- Код станции — 101.
- Пикет ПК97+52.
- В марте 2002 года пассажиропоток по входу составлял 67 400 человек.
- Таблица времени прохождения первого поезда через станцию[2]:

| По чётным числам                       | Будние дни | Выходные дни |
| По нечётным числам                     | Будние дни | Выходные дни |
| В сторону станции «Профсоюзная»        | 06:03:00   | 06:06:00     |
| В сторону станции «Профсоюзная»        | 06:04:00   | 06:05:00     |
| В сторону станции «Ленинский проспект» | 05:39:00   | 05:42:00     |
| В сторону станции «Ленинский проспект» | 05:39:00   | 05:38:00     |

## Наземный общественный транспорт
На этой станции можно пересесть на следующие маршруты городского пассажирского транспорта:
- Автобусы: с5, 119, 121, 142, 196, 529, 915, с918, 934

## Фотографии
| - Обновлённый вид путевой стены - Северный выход - Портал тоннеля - Южный выход (с эскалатором) - Указатель выходов в город - Колонны - Вид на посадочную платформу - Южный выход - Северный выход |